# Давилка (фильм)
«Давилка» (англ. The Mangler) — фильм ужасов с элементами детектива и мистики режиссёра Тоуба Хупера. Экранизация произведения Стивена Кинга «Мясорубка». Премьера фильма состоялась 3 марта 1995 года. В 2001 и 2005 годах вышли продолжения фильма под названиями «Компьютерный убийца» и «Возрождение» соответственно.

## Сюжет
В небольшом городке Новой Англии существует прачечная под названием «Голубая лента», которая располагается в очень старом здании. В прачечной трудится множество людей, среди которых начальник смены Стеннар и директор прачечной Гартли. Однажды при выполнении обыденной работы с одной из работниц по имени Фроули случился несчастный случай с летальным исходом — она попала под большой пресс для отжимания белья, располагающийся в самом центре прачечной. В связи с этим прачечная на некоторое время остановилась и была проведена проверка, которая выявила тот факт, что оборудование работает нормально, а несчастный случай произошёл по вине покойной миссис Фроули в связи с нарушением техники безопасности. В итоге прачечная начала работать в своём обычном режиме уже на следующий день.
Однако этот случай вызвал некоторые подозрения у местного детектива Хантона. После расспросов свидетелей и директора Хантон ничего значительного не выяснил, но обнаружил странную деталь — незадолго до несчастного случая одна из работниц по имени Шерри порезалась об этот пресс и некоторое количество крови попало на оборудование. Хантон поведал об этом своему шурину, который увлекался всякими сверхъестественными вещами. Тот предположил, что в пресс вселился демон. Вскоре однако выясняется, что он был недалёк от истины — подобные несчастные случаи случались и раньше.
А в самой прачечной в это время происходит ещё несколько несчастных случаев, в том числе с участием Шерри. Кроме того, за территорией прачечной погибает мальчик, непостижимым образом задохнувшийся в холодильнике, который был привезён из прачечной. Хартон находит альбом, в котором были собраны газетные вырезки разных лет, где сообщалось об исчезновении 16-летних девушек. Среди этих девушек была и дочь Гартли. Хартон находит связь между пропажей 16-летних девушек, работницей Шерри, которой должно исполниться 16, директором Гартли и прессом-давилкой.

## В ролях
- Роберт Инглунд — Уильям Гартли
- Тед Левин — офицер Джон Хантон
- Дэниэл Матмор — Марк Джексон, шурин Хантона
- Джереми Кратчли — Дж. Дж. Дж. Пикчерман
- Ванесса Пайк — Шерри Уелет
- Деметре Филлипс — Джордж Стеннер
- Лиза Моррис — Лин Сью
- Вера Блэкер — миссис Адель Фроули
- Эшли Хейден — Аннет Джилиан
- Дэнни Кеог — Херб Димент

## Награды
- 1995 Fantafestival[англ.]
  - Роберт Инглунд — лучший актёр.